# تیم ملی بسکتبال مردان جزایر ویرجین بریتانیا
تیم ملی بسکتبال جزایر ویرجین بریتانیا نماینده جزایر ویرجین بریتانیا در مسابقات بین المللی است